# Приежмале
Прие́жмале (латыш. Priežmale) — населённый пункт в Краславском крае Латвии. Административный центр Кастулинской волости. Находится на берегу озера Илзас у региональной автодороги P60 (Дагда — Аглона). Расстояние до города Краслава составляет около 59 км (через Дагду). По данным на 2015 год, в населённом пункте проживало 288 человек. Есть волостная администрация, средняя школа, детский сад, библиотека, дом культуры, фельдшерский и акушерский пункт.

## История
В советское время населённый пункт носил название Приежмала и был центром Кастулинского сельсовета Краславского района. В селе располагалась центральная усадьба совхоза «Капини».